# Achille Mouret
Pour les articles homonymes, voir Mouret.
Achille Mouret, né le 15 décembre 1817 à Paris et mort le 11 avril 1897 à Besançon, est un photographe et peintre français du XIXe siècle spécialisé dans la miniature. 

## Biographie
Achille Ernest Mouret nait le 15 décembre 1817 à Paris. Son père, Jean-François Mouret (1777-1820) est sculpteur et a notamment sculpté les aigles du pont d'Iéna à Paris. Son grand-père, Jean-Claude Mouret est conservateur de l'école des beaux-arts de Paris.
Achille Mouret expose au Salon de Paris. Il expose ensuite au Salon des artistes français, de 1844 à 1888,. Peintre en miniature, il réalise principalement des portraits.
Il meurt le 11 avril 1897 à Besançon à l'âge de 79 ans,. Sa veuve, Flore Henriette Crot, meurt le 23 décembre 1906 à Sartrouville.

## Œuvres
- Fruit and Vegetables on a Marble Ledge in a Kitchen, a Cat Alongside[6] .
- Prunes de Monsieur
  - Critique artistique dans le Dictionnaire Véron : « dans une coupe de verre, font illusion, tant l’artiste a poussé loin l’imitation. Les tons violets de ces fruits s’harmonisent bien avec les feuilles vertes qui y sont mêlées. Ce petit tableau, qui dénoté un talent très-remarquable, est une véritable perle du genre. »[7].

Certaines de ses photographies sont exposées aujourd'hui au Rijskmuseum.